# Grana Padano
Grana Padano is een harde Italiaanse kaas. De naam komt van grana, korrels van de gemalen kaas, en Padano, de Italiaanse benaming voor de Povlakte. Grana Padano lijkt veel op Parmezaanse kaas, waar hij dan ook vaak mee verward wordt. In tegenstelling tot Parmezaanse kaas, die alleen gemaakt mag worden volgens strenge regels en in een beperkt gebied in de omgeving van Parma, wordt Grana Padano in een groot deel van Noord-Italië, van de Povlakte tot in de Dolomieten, geproduceerd. De kaas is niet zo vet en wordt langzaam gerijpt van melk van koeien die op grasweiden grazen.

## Geschiedenis
Grana Padano kaas wordt al sinds de 12e eeuw gemaakt. De productie en kwaliteit worden gecontroleerd door de Consorzio per la Tutela del Formaggio Grana Padano.
Grana Padano is sinds 1996 een beschermde oorsprongsbenaming in de Europese Unie.